# Volvinius

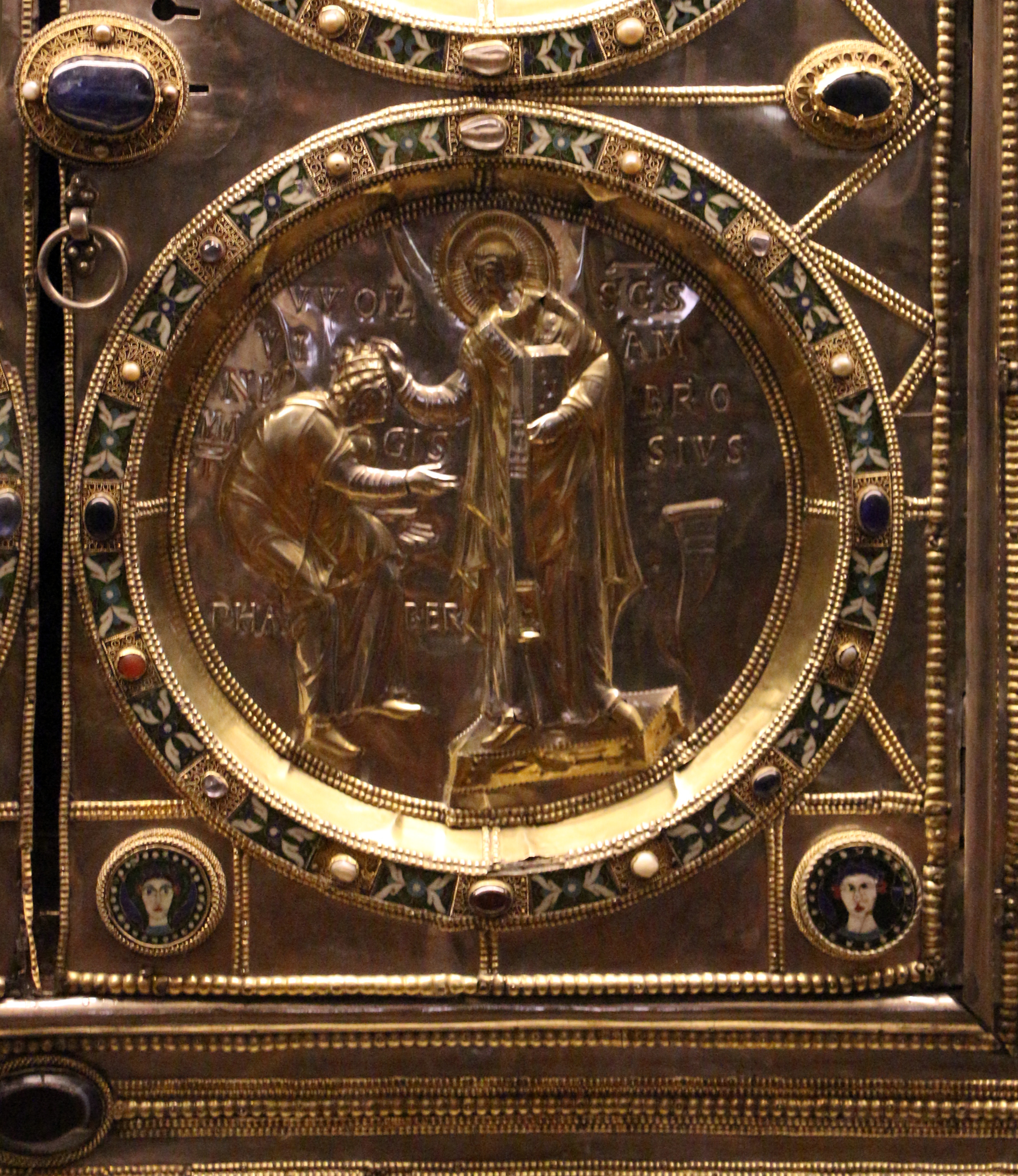
Ambrosius und Volvinius Magister phaber

Vuolvino oder Volvinio (lateinisch Magister phaber Volvinius) war ein italienischer Goldschmied des 9. Jahrhunderts und Meister der Mailänder Pala d’oro, des Altars von Sant’Ambrogio in Mailand.
Er ist eines der ältesten Beispiele eines nachklassischen italienischen Künstlers, der seine Signatur auf einem Werk hinterließ.